# Système 1
Le Macintosh « Système 1 » est la première version du système d'exploitation des ordinateurs Macintosh d'Apple et signe le début de la série des systèmes Mac OS classiques (1 à 9). Il a été développé pour le microprocesseur Motorola 68000. Le système 1 est sorti le 24 janvier 1984, avec le Macintosh 128K, le premier de la famille des ordinateurs personnels Macintosh . Il a reçu une mise à jour, « System 1.1 » le 29 décembre 1984, avant d'être remplacé par le Système 2 le 8 avril 1985.

## Caractéristiques
Ce système d'exploitation a introduit de nombreuses fonctionnalités, certaines existent toujours dans le macOS actuel, et certaines existeront dans d'autres systèmes d'exploitation graphiques tels que Microsoft Windows.
Parmi les fonctionnalités les plus marquantes, il y a le Finder et la barre de menus. En plus de cela, le système 1 a popularisé l'interface utilisateur graphique et la métaphore du bureau, qui ont été utilisées sous licence de Xerox PARC.
De par la quantité limitée de mémoire vive et l'absence de disque dur interne dans le Macintosh d'origine, le système 1 n'était pas multitâche malgré le fait que certains accessoires de bureau pouvaient fonctionner simultanément au lancement d'une autre application. En outre, les éléments de la corbeille étaient supprimés définitivement lors de l'extinction de l'ordinateur ou lorsqu'une application était chargée (en quittant le Finder).
La taille de mémoire morte du système 1 était d'environ 216 Ko et celle-ci contenait six fichiers : Système (qui comprend les accessoires de bureau), Finder, Presse-papiers, un pilote d'imprimante Imagewriter, Scrapbook et Bloc-notes. Par ailleurs, une disquette distincte intitulée «Une visite guidée de Macintosh» contenait des démonstrations didactiques du système Macintosh, fonctionnant sur une pré-version modifiée de Finder 1.0, ainsi que des programmes de formation pour apprendre à utiliser la souris et le Finder. En outre, une cassette audio de 33 minutes conçue pour accompagner les démonstrations était également incluse, soulignant l'objectif du disque en tant que visite guidée.

### Barre de menu
La barre de menus était une fonctionnalité nouvelle et révolutionnaire du système d'exploitation. Semblable à celui trouvé sur Lisa OS, le Finder du Système 1 avait cinq menus: le menu Apple, File, Edit, View et Special. Dans une application, les menus devenaient ceux définis par l'application, mais la plupart des logiciels conservaient au moins les menus Fichier (file) et Modifier (edit).
Dans le Finder, le menu Apple contenait les informations «À propos du Finder», ainsi que les accessoires de bureau. Les éléments du menu «Fichier» comprenaient les fonctions Ouvrir, Éjecter et Fermer. "Modifier" avait des entrées pour couper, copier et coller. "Spécial" était utilisé pour gérer le matériel et d'autres fonctions du système, et était toujours l'entrée la plus à droite dans la barre de menus du Finder. Dans le système 1, le menu contenait des éléments liés à la vidange de la corbeille, au nettoyage du bureau et aux options de disque. À partir du Système 1.1, le menu permettait à l'utilisateur de choisir un autre programme de démarrage à exécuter au lieu du Finder au moment du démarrage ; cette fonctionnalité a ensuite été remplacée dans le système 7 par le dossier «Éléments de démarrage» dans le dossier "Système"[réf. nécessaire].   

### Accessoires de bureau
Le système 1 était livré avec plusieurs accessoires de bureau (DA: Desk accessory). Ceux-ci comprenaient un réveil, une calculatrice, un panneau de commande, des touches majuscules, un bloc-notes, un puzzle et un album. Les accessoires de bureau pouvaient être exécutés simultanément tandis qu'une seule application pouvait être exécutée à la fois. Les accessoires de bureau pouvaient également fonctionner au-dessus d'une application.
- Réveil - Cet accessoire pouvait être utilisé comme un réveille-matin avec l'émission d'un bip par l'ordinateur et d'un clignotement de la barre de menu lorsque l'heure choisie pour l'alarme était atteinte. Il pouvait également être utilisé comme un moyen plus simple de modifier ou régler l'heure et la date sur l'ordinateur. Une fois ouvert, il affichait l'heure et la date réglées sur l'ordinateur.
- Calculatrice - Il s'agissait d'une calculatrice capable d'effectuer des opérations simples telles que l'addition, la soustraction, la multiplication et la division.
- Panneau de configuration (Control Panel) - Le panneau de configuration était utilisé pour régler certains paramètres de l'ordinateur. Le panneau de configuration du système 1 se distinguait des autres panneaux de configuration des Mac OS ultérieurs par l'absence de tout texte. Ce choix avait pour but de démontrer la simplicité d'utilisation que permettait l'interface graphique, la représentation étant réalisée en utilisant des symboles. Cet accessoire pouvait être utilisé pour régler des paramètres tels que le volume, la vitesse du double-clic, la sensibilité de la souris et l'arrière-plan du bureau. Sur le Macintosh 128K, le Macintosh 512K et le Macintosh Plus, la luminosité de l'écran était contrôlée par une molette de réglage mécanique sous l'écran.
- Key Caps - Cet accessoire était utilisé pour montrer la disposition du clavier Macintosh d'origine. Il montrait ce qui se passait lorsque des touches normales étaient enfoncées avec des caractères spéciaux (Commande, Maj, Option).
- Note Pad - Il s'agissait d'un cahier de note qui enregistrait le texte saisi sur la disquette. Plusieurs pages de notes pouvaient être écrites lors de l'utilisation du symbole de "coin plié" dans le coin inférieur gauche de la page de notes.
- Puzzle - Un puzzle classique de 1 à 15 "slide"(?), similaire au puzzle d'image trouvé dans les versions ultérieures de Mac OS.
- Scrapbook - Ce DA était similaire à une bibliothèque de couper, copier et coller . Dans celui-ci, on pouvait stocker des sélections de textes et des photos qui pouvaient ensuite être transférées vers d'autres applications.